# Az Orinocon fölfelé
Jules Verne Az Orinocon fölfelé című regényt 1894-ben írta, de csak 1898. január elseje és december 15 között jelent meg folytatásban a Magasin d'Éducation et de Récréation folyóiratban. A regényt Pierre-Jules Hetzel adta ki, az első részt 1898. június 23-án, a másodikat pedig november 14-én, mindkettőt Georges Roux illusztrálta. Pár nappal később, 1898. november 24-én megjelent a regény nagyméretű, illusztrált kiadása, ez volt a Különleges utazások 34., dupla kötete.

## Tartalom
Három társaság indul felfelé az Orinoco folyón. Az elsőt három tudós alkotja, akik képtelenek megállapodni abban, hogy hol ered a folyam, melyik mellékág a főág. A második csoportot a francia kormány küldte ki, hogy a folyót és környezetét tanulmányozza, térképezze fel állat- és növényvilágát. S végül a harmadikként egy fiú és nyugalmazott katona nagybátyja indul megkeresni a fiú két évtizede eltűnt apját.
Ez utóbbi két csoport elválik a tudósokétól és egyesült erővel halad felfelé a folyam még be nem járt szakaszán. Indiánok, állatok és rablóbandák veszélyeztetik életüket, mire célhoz érnek. Verne regényeiben, szokás szerint, minden a helyére kerül az utolsó lapokon – most nem, nem derül ki, hogy hol ered az Orinoco.
|  | Alább a cselekmény részletei következnek! |

Három tudós véget nem érő vitát folytat arról, hogy hol ered az Orinoco folyam. Felipe szerint az Andokban, mert az Orinoco valójában az Atabapo folyó. Varinas szerint a Parima hegységben található a forrás, mert a Guaviare-ből lesz az Orinoco. Miguel szerint pedig az Apure az Orinoco eredete. Az egyik összekapásuk végén hirtelen felindulásból elhatározzák, a helyszínen járnak utána, melyiküknek van igaza.
A három tudóssal egy időben kell útra az ifjú Jean Kermor és nagybátyja, a nyugalmazott Martial őrmester, akik Nantes-ból utaztak idáig. A tudósokkal együtt utaznak a Simon Bolivar gőzhajón Ciudad-Bolivarból Caicaraba. A továbbutazáshoz evezős csónakokat bérelnek legénységgel, kapitánnyal. A tudósok csónakját, a Maripare-t Martos, a másik csónakot, a Gallinettát Valdez kormányozza. A csónakokat feltöltik több napi élelemmel is. Beszélgetés során kiderül, hogy Jean az apját, Kermor ezredest keresi, az egyetlen levelet, amit tőle kaptak, az Orinoco felső folyásáról adták fel.
Ahogy haladnak felfelé, vihar, teknős áradat és más nehézségek lassítják útjukat. Jean Chaffanjou útikönyvét forgatja, a francia tudós kétszer is járt a vidéken. La Urbana városában találkoznak a két francia botanikussal, akiket a kormány küldött az Orinoco felderítésére. És bár Paterne Germaine és Helloch Jakab próbálnak szóba elegyedni, barátkozni Jeannal, az őrmester igazi őrmesteri stílusban utasítja vissza őket. La Urbanában mindannyiukat vendégül látja egy helyi nagybirtokos, Marchal. Ő is megerősíti Jeanék ismereteit, a folyó felső részén Esperante atya alapított missziót Santa-Juana névvel, a hely nagyon jó hírnek örvend, az atya bizonyára találkozott Kermor ezredessel.
A három csónak együtt indul tovább, az első éjszaka sikerrel védik meg magukat az indiánok támadásától. Martial megsebesül, ezt szégyelli, ezért még pokrócabb az útitársaival, akik viszont egyre inkább összebarátkoznak Jeannal. Az Orinoco több zúgóját gyalog kell megkerülniük, a csónakokat az evezősök kerülő úton viszik utánuk. Egyik alkalommal egy barátságos indián törzsnél szállnak meg, ám vadászat során lelőnek egy tapírt, a falu szent állatát, menekülniük kell. Számos hasonló kaland közben a két fiatal botanikus Kermor ezredesről és az őt kereső Jeanról beszélget. Egyre inkább becsülik a fiatalon apja keresésére indult gyereket, és egyre értetlenebbül szemlélik a nagybátya, az őrmester viselkedését.
A három csónak viharba kerül, a hullámok megbillentik a Gallinettát, Jean a vízbe esik. Helloch utánaugrik és kimenti. Így érkeznek meg San-Fernandóba, ahonnan a tudósok útja másfelé vezet tovább. Itt találkoznak Mirabal úrral, aki több évtizede él a városban. Ő sem emlékszik Kermor ezredesre, aki innen adta az egyetlen életjelet, amióta elhagyta Franciaországot. Ám beszélt egy ismeretlenről, aki felfelé haladt a folyón jó évtizeddel ezelőtt. Mirabal is meleg szavakkal méltatja Esperante atya San-Juana-i misszióját. Amióta Helloch kimentette Jeant, nagyon gondterhelt. Társával úgy dönt, hogy elkíséri útján Jeant, az őrmester azonban makacsul ellenáll.
– Ön?... Hogy ön kísérje az én unokaöcsémet?
– Aki nem is unokaöccse önnek, őrmester úr.
– A Kermor ezredes fiát?
– Aki nem is fia Kermor ezredesnek... hanem... a leánya, Kermor ezredes egyetlen leánya!
Az 1796-ban született Kermor ezredes 1859-ben egy martiniquei nőt vett feleségül. Kermor kiváló katona volt, negyven éves korában már ezredes volt. Martial már közlegényként is alatta szolgált, rajongott érte, mert az ezredes a solferinói csata során az életét mentette meg. Az 1870-es francia–német háború kitörése előtt Kermornét családi ügyek Martinique-ba szólították. Itt született Jeanne. Kermorné 1871 májusában Saint-Pierre-Martinique-ból a Norton fedélzetén elindult Liverpoolba. Május 23-án a Norton összeütközött a Vigóval, a  Norton néhány perc alatt elsüllyed. Kermorné meghalt, de a gyermek megmenekült, a havannai Eridia család fogadta be.
Kermor ezredes úgy hitte, elvesztette feleségét s a gyermekét. A katonai pályát 1873-ban elhagyta. Barátaival szakított, s csak Martial őrmestert vitte magával, aki szintén kilépett a hadseregből. Két évig élt Nantes-ban, s akkor egyszerre csak eltűnt. Kermor ügyvédje arról értesítette az őrmestert, hogy az ezredes tízezer franc évi jövedelmet biztosított neki. Martial őrmester nyomozást indított Kermor ezredes után.
Tizennégy éves volt Jeanne, amikor kiderült, hogy Kermor ezredes lánya. Kiderítette, hogy az apja Nantes-ban él, ám azt is megtudta, hogy az ezredes nyomtalanul eltűnt. Az Eridia család beleegyezett Jeanne elutazásába, aki Nantes-ban megismeri Martial őrmestert.
Kermer 1879. június ötödikén San-Fernandó de Atabapóból levelet küld az ügyvédjének, de abban megtiltja, hogy arról bárkinek is szóljon. Az ügyvéd halála után az örökösök adják át Jeanne-nak a levelet. A lány eldönti, megkeresi az apját, az őrmester természetesen vele tart.
A tudósok San Fernandóban elválnak a Kermor ezredes felkutatására összeálló négyestől. Nekik új evezősöket kell szerződtetniük, az indiánok mellett felveszik a Santa-Juanába tartó spanyol Jorrest is. Jorres pár éve él a vidéken, és eltökélte, hogy Esperante atyával fog dolgozni. Torres is megerősíti az utazókat abban, hogy Esperante segíthet Kermor ezredes megtalálásában. 
Haladnak felfelé az Orinocón, megállnak Assomption Manuel birtokánál. Vele is lefolytatják az ismétlődő párbeszédet, nem hallott Kermor ezredesről, de Esperante atyáról sok jó, ő fog segíteni. Manuel megmutatja, hogy nyerik ki a gumit a gumifából. Manuel beszél egy rablóbandáról is, amely a közelben garázdálkodik, a vezetője Alfanir. A név hallatán az őrmester a legrosszabbra gondol.
1871-ben Kermor ezredes árulási és tolvajlási ügyben tanúskodott egy Alfanir nevű katona ellen. Alfanir megszökött, és csak hat hónappal Kermor ezredes eltűnése előtt került kézre. A törvényszék Kermor ezredes tanúvallomása alapján életfogytiglan tartó kényszermunkára ítélte. A guyanai börtönből 1892-ben harmadmagával megszökött.
Tovább haladva megmenekülnek egy Orinocóba rohanó marhacsorda és elektromos angolnák összecsapásából. Jeanne mocsárlázas lesz, állapota fokozatosan romlik. Talán az utolsó pillanatban érnek el egy indiánfalut, ahol szereznek coloraditót, egy gyógyhatású növényt, amely valóban hatékony, Jeanne talpra áll. Ismét kisebb vízesések, zúgók miatt kell gyalog kerülniük. Az egyik ilyen átkelés-kerülés során Jorres eltűnik, még erősebben táplálva Helloch gyanúját, amely a felfogadása pillanatában keletkezett. Beköszönt a szárazság évszaka, a folyó tovább nem hajózható.
Gyalog indulnak tovább. Egy közeli lövöldözés zaját követve rátalálnak egy halott indiánra és Gomóra, a fiára. Az indiánt az egyik csónakról ellopott pisztollyal lőtték le. Gomo leírása Jorresre illik. Gomót befogadják, aki helyismerete révén a csapat vezetőjévé lesz a Santa-Juana missziós telep felé vezető úton. A misszió eléréséhez át kell kelniük a folyón, amely jelenleg elválasztja őket a banditáktól, a gázló felé igyekeznek erőltetett menetben.
A gázlónál Jorres, azaz Alfanir elfogja az utazókat, egyedül Gomo tud elmenekülni. Ő Santa-Juana-ba fut, Esperante atyához. Elmondja, hogy franciákat fogtak el a rablók. Amikor Gomo megnevezi Kermor Jeant és Martial őrmestert, Esperante rosszul lesz. De erőre kap, fegyvert ragad, és száz kísérővel megtámadja a banditákat. Nyernek, bár Martial súlyos sebet kap, de az apa megmenti lányát. És hetekkel később hozzá is adja Hellochhoz.
|  | Itt a vége a cselekmény részletezésének! |

## Fejezetek
Első rész
1. Miguel ur és két társa.
2. Martial őrmester és unokaöccse.
3. A "Bolivar Simon" födélzetén.
4. Első értesülés.
5. A "Maripare" és a "Gallinetta".
6. Szigetről-szigetre.
7. Buena Vista és La Urbana.
8. Porfelleg a szemhatáron.
9. Három bárka egymás mellett.
10. A Meta torkolatánál.
11. Pihenés Atures falvában.
12. Paterne Germain egy-két megjegyzése.
13. Vigyázz, tapir az ott!
14. A chubasco.
15. San-Fernandó.

Második rész
1. Elmult időkből.
2. Az első nyom.
3. Két nap Danacoban.
4. Assomption Manuel ur jó tanácsa
5. A marha-csorda és a villamos halak.
6. Sulyos aggodalmak.
7. Pihenő a Maunoir-foknál.
8. A fiatal indiánus.
9. A Sierra erdőin keresztül.
10. A frascaes-i gázló.
11. Santa Juana.
12. A mentőcsapat.
13. Befejezés.

## Értékelés
„Az Orinocón fölfelé a szerző egyik leggyöngébb alkotása. Földrajzi szempontból párjául akar szolgálni az Amazon regényének, a másik nagy dél-amerikai folyó regénynek. Három ciudad-bolivari egyetemi tanár elmegy eldönteni, hogy melyik az Orinoco igazi forrása. Célt nem érnek s tovább fognak vitatkozni kedvenc témájukról. Ugyanekkor indul fölfelé az Orinocón férfiruhában Jeanne Kermor, aki végül némi veszedelmek után megtalálja apját a missziós-telep lelkészében. A tudományos rész kiindulópontja Chaffanjon sokat idézett s közelről követett útirajza. Hőseink találkoznak is azokkal, akiket Chaffanjon említ. A szépirodalmi rész Grant kapitány hajójának sodrában úszó szerény sajka: az apját kereső leány és a kalauznak ajánlkozó rosszindulatú fegyenc eléggé bizonyítják ezt a tételt.“
„Nemcsak a szerelemnek, a családi érzésnek, a hazafiúi lelkesedésnek van hangulatárasztó ereje, hanem a környezetnek is. Legismertebb formája ennek a hajtásnak az ú. n. természetérzék. De a megszokott folyó látványánál sokszorosan erősebb hangulatrajokat csal ki az Amazon vagy az Orinoco látása, vagy csak nevük említése is. Verne regényeinek egy része az útleírás vagy pláne a térképnézés hangulataiból táplálkozik. Minden utazási irodalom hangulata két főforrásból csurog: a helyváltoztatás s az ismeretlen vidék egzotikumából és a járóműhöz fűződő ragaszkodásunkból. Az úti regény hőse nem mindig az út célja vagy környéke, hanem sokszor a «train bleu», a «D-Zug», a postakocsi, a Jangada, a gőzház. Az út célja lehet akármi, az utazás célja maga az utazás.“
„Jules Verne-t elbűvöli Latin-Amerika. 1852-ben írta első művét, az első nagy regényében, a Grant kapitány gyermekei könyvében már itt járnak hősei. Verne Dél-Amerikából egyrészt Patagóniára és Tűzföldre, valamint két fő folyóra, az Amazonra és az Orinocóra összpontosít. Mindkét esetben a folyó mentén tett út (az Amazonason leereszkedés, az Orinoco felutazás) földrajzi támogatást nyújt a történet romantikus fejlődéséhez, amely egy központi figura sorsát befolyásolja döntő mértékben. Az Orinoco esetében Vernét egyértelműen három felfedező ihlette: Alexandre de Humboldt, Jean Chaffanjon és Elisée Reclus, de Kolumbusz Kristóf, az Eldorádó és a felfedező Jules Crevaux tragédiája is hatott az íróra.“ Lionel Dupuy bemutatja, hogy Verne, kiindulva Chaffanjon Orinoco-völgy aprólékos leírásából, mint  tudományos műből, miként alkot képzeletbeli eseményeket, gondolja tovább az ott olvasottakat. Az kiterjesztés és az egzotikussá formálás kettős folyamata révén az író a felfedező által leírt valóságon túlmutat, még akkor is, ha ez azt jelenti, hogy a szabadságot tudományos pontossággal veszi figyelembe.
Dupuy Verne forrásainak áttekintésével zárja elemzését. "A legendás Eldorádótól a Santa Juana küldetéséig". Orinoco és az Amazon között átjutunk a történelmi Eldorádótól a vernei Eldorádóig, amelyet átitat az egzotikum, a pedológia és a kereszténység. A Dél-Amerika központjában Santa Juana küldetése, ahol a család hihetetlen küzdelem és szenvedés árán egyesül, a könyv "legfőbb pontja" lesz.“

## Szereplők
- Miguel, tudós
- Felipe, tudós
- Varinas, tudós
- Kermor ezredes
- Jean Kermor, az ezredes gyereke
- Martial nyugalmazott őrmester, hajdan Kermor alatt szolgált
- Paterne Germaine (28), botanikus
- Helloch Jakab vagy Jacques, (26), botanikus Brestből
- Martos, a Maripare kormányosa
- Valdez, a Gallinetta kormányosa
- Parchal, a Moriche kormányosa
- Marchal, La Urbana-i nagybirtokos
- Mirabal, San Fernando-i lakos,
- Jorres, evezős a Gallinettán
- Assomption Manuel, birtokos
- Gomo, megárvuló indián fiú
- Eridia család, Kermor gyermekének örökbefogadói
- Sarapin vagy Sarrapia, az Orinoco menti rablóbanda volt vezére
- Alfanir,  az Orinoco menti rablóbanda vezére

- Maripare, a tudósok evezős csónakja,
- Gallinetta, Jean és kisérője evezős csónakja
- Moriche, a két ifjú francia evezős csónakja

## Érdekességek
- Az Orinoco 2250 kilométer hosszú, a tizedik leghosszabb folyó Dél-Amerikában, az első az Amazonas (6411km). Vízgyűjtő területe 880000 négyzetkilométer, a hatodik legnagyobb, az első az Amazonas, 7050 ezer km². Vízhozama a második legnagyobb 37e m³/s, az Amazonasé 209e m³/s.
- A regényt Chaffanjon felfedező történetei inspirálták. Jean Chaffanjon (1854. szeptember 7. – 1913. december 7.) a természettudomány francia professzora, az Orinoco-medence és Közép-Ázsia felfedezője. Több felfedező utat vezetett az Orinocón és ebben a régiójában. 1884-ben feltárta az Orinoco alsó szakaszát a Río Meta összefolyásáig, 1885-ben felment Río Caura forrásáig és 1886-ban felment az Orinoco felső szakaszán a Sierra Parima felé. Több könyvet[8][9][10] írt útjairól. Felfedezéseiért a venezuelai kormány kitüntette. Amikor Közép-Ázsia felfedezésére készült, több könyvet, közte a Strogoff Mihályt is elolvasta.
- Bár Chaffanjon 1886-ban bejelentette az Orinoco forrásának felfedezését, 1951-ben Joseph Grelier érte el.[11]
- Az utazás Alexander von Humboldt útját követi, aki kutatása során áthaladt ezen a területen.[12]
- További Dél-Amerikát érintő Verne-regények: Jangada, a Grant kapitány gyermekei (Patagónia), Világítótorony a világ végén és A Jonathan hajótöröttei.
- Verne több regényében utaznak hősei folyami hajón: Jangada, A dunai hajós.
- Verne annyira nem elfogult tudósaival szemben, hogy kritikával ne illesse őket, így tesz a Három orosz és három angol kalandjai több tudósával, elég Palander eseteit említeni, vagy A tizenöt éves kapitány Hexapodes Benedictus fölfedezőjét. Az Orinoco forrásán vitatkozó venezuelai professzorok is e tábort gyarapítják. De említhetnénk a baltimore-i Gun Club hibás számítását végző tudósát is.
- „az indián főnök, a ki a venezuelaiak nyelvén egészen jól beszélt“[13]
- A regény megjelenésének századik évfordulóján létrehívták a venezuelai Julio Verne Alapítványt. Az alapítók közt található a venezuelai Nemzeti Könyvtár, a Nemzeti Mozgókép, a Caracas Athenaeum, a Jacobo Borges Múzeum, a Venezuelai Francia Szövetség, a Banco del Libro, a Szépművészeti Múzeum, a Nemzeti Művészeti Galéria, a Guayana Egyetem, az Alejandro Otero Múzeum, a Conicit és a Nemzeti Kulturális Tanács. Az évfordulót több mint ötven kulturális és művészeti tevékenységgel – színházi előadások, zenei fesztiválok, történelmi, irodalmi és művészeti találkozók, ökológiai akciók, fényképészeti kiállítások és audiovizuális események – ünnepelték.[14]
- A bifurkáció klasszikus példája az Felső-Orinoco folyó és az Amazonas vízrendszerének összekapcsolódása a Casiquiare révén, melyet 1799-ben Alexander von Humboldt bizonyított be.

## Magyar kiadások
- Az Orinocon fölfelé, Franklin Irodalmi és Nyomdai Rt., Budapest, 1899, Fordította: Gaál Mózes
- A büszke Orinoco, Magyar Kereskedelmi Közlöny Hírlap és Könyvkiadó Vállalat, 190?, fordító: Telekes Béla
- A büszke Orinoco, Tolnai Nyomdai Műintézet és Kiadóvállalat Rt., fordító Telekes Béla, grafikus: Geiger Richárd
- A büszke Orinoco, Unikornis, Budapest, 1998, ISBN 9634272142

## Filmadaptáció
A regény nyomán 2005-ben Venezuelában forgatták az 1888, via extraordinario viaje de la Santa Isabel filmet, a forgatókönyvet: Gustavo Michelena és Alfredo Anzola írta, Alfredo Anzola rendezte. A  film nagyon szabadon kezeli az eredeti cselekményt, például Verne is élő szereplője.